# Gleizé
Gleizé è un comune francese di 7 960 abitanti situato nel dipartimento del Rodano della regione Alvernia-Rodano-Alpi.

## Società

### Evoluzione demografica
Abitanti censiti

## Monumento
- Memorial Lione-Giappone-Giappone-Francia.
- Statua di Miyamoto Musashi.